# Бомс
Бомс (њем. Boms) општина је у њемачкој савезној држави Баден-Виртемберг. Једно је од 39 општинских средишта округа Равенсбург. Према процјени из 2010. у општини је живјело 631 становника. Посједује регионалну шифру (AGS) 8436019.

## Географски и демографски подаци
Бомс се налази у савезној држави Баден-Виртемберг у округу Равенсбург. Општина се налази на надморској висини од 638 метара. Површина општине износи 9,6 km². У самом мјесту је, према процјени из 2010. године, живјело 631 становника. Просјечна густина становништва износи 66 становника/km².

## Међународна сарадња
| Мјесто | Држава    | Врста сарадње | Од    |
| ------ | --------- | ------------- | ----- |
|        | Француска | партнерство   | 2009. |
| Бичке  | Мађарска  | партнерство   | 1995. |
| Извор  |           |               |       |